# Cimber Air
Cimber Air (code AITA : QI, code OACI : CIM) était une compagnie aérienne danoise.

## Histoire
La compagnie fut créée le 1er août 1950 et débuta ses activités la même année. Elle fut fondée par le capitaine Ingolf Nielsen. La compagnie scandinave SAS reprit 26 % de Cimber Air en mai 1998. Début 2009 la compagnie devient Cimber Sterling à la suite de l'achat de la marque Sterling. La compagnie se déclare en faillite et cesse ses activités le 3 mai 2012. Le 15 mai 2012, une nouvelle compagnie renaît principalement pour continuer à assurer les vols de SAS. Une flotte de 5 CRJ100 et 2 ATR assurent les vols courts et moyens courriers de SAS. 150 employées mettent également leur expérience aux services de vols charter.

## Flotte

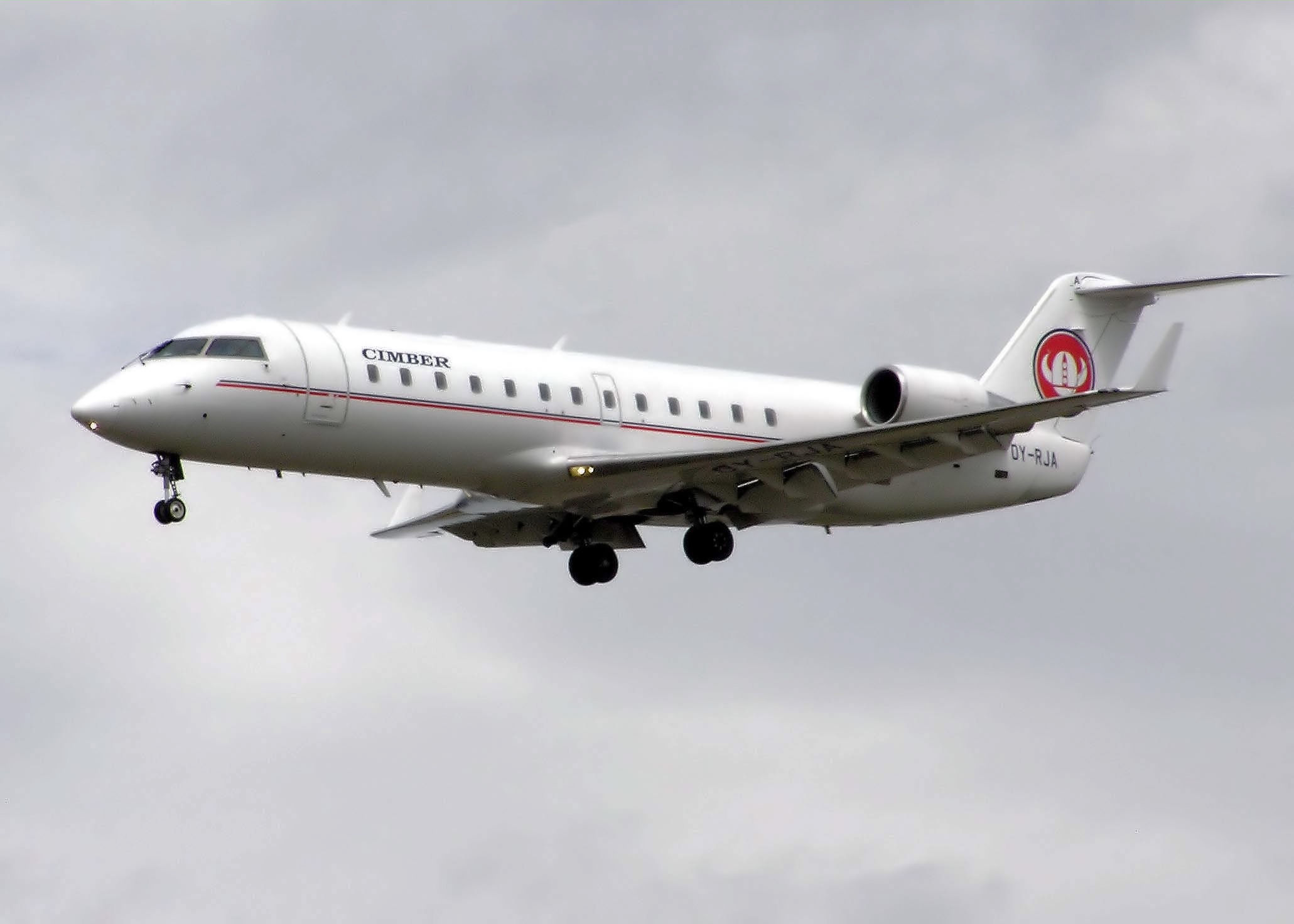
Bombardier CRJ-200 de la compagnie

La flotte de Cimber Air comportait (en février 2008) :
| Type                 | Nombre | Immatriculation                                                                                         | Remarques                                                             |
| -------------------- | ------ | --- | --------------------------------------------------------------------- |
| ATR 42-300           | 1      | OY-CIG                                                                                                  |                                                                       |
| ATR 42-500           | 4      | OY-CIJ, OY-CIK, OY-CIL, OY-RTH                                                                          | deux sont loués à Oman Air                                            |
| ATR 72-200           | 3      | OY-RTC, OY-RTD, OY-RTF                                                                                  |                                                                       |
| ATR 72-500           | 1      | OY-CIN                                                                                                  |                                                                       |
| Bombardier CRJ-200LR | 13     | OY-MAV, OY-MBI, OY-MBJ, OY-MBT, OY-MBU, OY-RJA, OY-RJB, OY-RJC, OY-RJD, OY-RJE, OY-RJF, OY-RJG, OY-RJH, | quatre volent pour la compagnie suédoise Scandinavian Airlines System |
| Bombardier CRJ-200ER | 1      | OY-RJJ                                                                                                  |                                                                       |
| Boeing 737           | 6      | |                                                                       |